# Tillancoccus mexicanus
Tillancoccus mexicanus är en insektsart som beskrevs av Ben-dov 1989. Tillancoccus mexicanus ingår i släktet Tillancoccus och familjen skålsköldlöss. Inga underarter finns listade i Catalogue of Life.